# انرژی تجدیدپذیر در اسپانیا
انرژی‌های تجدیدپذیر در اسپانیا، شامل منابع زیست‌انرژی، بادی، خورشیدی و آبی هستند که مجموعاً ۲۵٫۰٪ از کل عرضه انرژی (TES) کشور را در سال ۲۰۲۳ تشکیل می‌دادند. در همان سال، سهم برق تولید شده از منابع تجدیدپذیر به ۵۰٫۳ درصد رسید که نشان دهنده پیشرفت کشور در جهت اهداف کربن‌زدایی است. تولید انرژی بادی در سال ۲۰۲۳ به ۲۴٫۵ درصد، برق‌آبی به ۱۳٫۶ درصد و خورشیدی به ۲۰٫۳ درصد از کل تولید انرژی رسید.
اسپانیا، همچون دیگر کشورهای اتحادیه اروپا (EU)، هدف تولید ۳۲ درصدی از کل انرژی مورد نیاز خود را از منابع انرژی تجدیدپذیر تا سال ۲۰۳۰ دنبال می‌کند. هدف قبلی ۲۰٪ برای سال ۲۰۲۰، با ۰٫۸٪ بیشتر از موعد، محقق شد و اندکی از آن پیشی گرفت و تحت یک مکانیسم با دیگر کشورهای عضو اتحادیه به اشتراک گذاشته شد.
اسپانیا سیاست‌های ملی مرتبط با انرژی زیادی دارد، از جمله قانون تغییرات اقلیمی و گذار انرژی سال ۲۰۲۱ که هدف آن خنثی‌سازی اقلیمی تا سال ۲۰۵۰ است و اهدافی از جمله تولید ۷۴ درصد انرژی تجدیدپذیر، ممنوعیت فروش خودروهای آلاینده تا سال ۲۰۴۰ و تبدیل مناطق شهری به نواحی انتشار گازهای کم است. طرح ملی یکپارچه انرژی و آب و هوا (۲۰۲۱–۲۰۳۰) با اهداف اتحادیه اروپا همسو است و هدف آن کاهش ۴۰ درصدی انتشار گازهای گلخانه‌ای است. فرمان سلطنتی ۲۴۴/۲۰۱۹، استفاده از انرژی خورشیدی پشت بام‌ها را با مشوق‌های مالی برای صادرات انرژی مازاد ترویج می‌دهد. در حالی که اشتغال در انرژی‌های تجدیدپذیر پس از سال ۲۰۱۵ کاهش یافت، این بخش از سال ۲۰۱۸ در حال بهبود بوده است، اگرچه رشد منطقه‌ای همچنان نابرابر است.